# Boronia nematophylla
Boronia nematophylla är en vinruteväxtart som beskrevs av Ferdinand von Mueller. Boronia nematophylla ingår i släktet Boronia och familjen vinruteväxter. Inga underarter finns listade i Catalogue of Life.